# Campeonato Nacional Universitario Balonmano Chile
Campeonato Nacional Universitario de Balonmano es la máxima competición universitaria del Balonmano en Chile. Es organizado cada año  por la Federación Nacional Universitaria de Deportes (FENAUDE). 
El balonmano se ha convertido en el deporte colectivo más exitoso después del fútbol y el Voleibol en los últimos años. Un rendimiento que ha abierto la puerta para que varios jugadores chilenos militen en las ligas más importantes del mundo. Muchos de estos deportistas juegan el torneo universitario para poder desarrollar la doble carrera (Profesional y Deportiva).
La Universidad de Chile ha sido el claro dominador de la categoría femenina ya que posee la mayoría de títulos, mientras que en la rama masculina el dominio se extiende por la V Región ya que la Universidad de Playa Ancha y la Universidad de Valparaíso comparten el primer puesto en títulos ganados.
Su sede se postula a principio de temporada y se define por votación en las asambleas anuales 
, la Ciudad de Santiago de Chile es que la que más veces ha recibido el certamen nacionales gracias a la organización de las distintas universidades de la región , entre ellas están Universidad de Chile Pontificia Universidad Católica de ChileUniversidad de Santiago de ChileUniversidad Metropolitana de Ciencias de la Educación. 
Debido a las Protestas en Chile de 2019-2020 , también llamado «Estallido social en Chile», 
los campeonatos nacionales no se pudieron realizar ya que estaba previsto jugarse en Temuco y Valparaíso por lo tanto se canceló la edición del torneo. 

## Palmarés

### Femenino
| Año  | Sede                         | Organizador                                                                | Oro                                      | Plata                                    | Bronce                                                |
| ---- | ---------------------------- | -------------------------------------------------------------------------- | ---------------------------------------- | ---------------------------------------- | ----------------------------------------------------- |
| 2002 | Santiago de Chile · ( Chile) | Universidad Metropolitana de Ciencias de la Educación                      | Pontificia Universidad Católica de Chile |                                          |                                                       |
| 2003 |                              |                                                                            |                                          |                                          |                                                       |
| 2004 | Santiago de Chile · ( Chile) | Universidad de Chile                                                       | Universidad de Chile                     |                                          |                                                       |
| 2005 | Santiago de Chile · ( Chile) | Universidad Metropolitana de Ciencias de la Educación                      | Universidad de Chile                     |                                          |                                                       |
| 2006 | Valparaíso · ( Chile)        | Pontificia Universidad Católica de Valparaíso                              | Universidad de Chile                     |                                          |                                                       |
| 2007 | Valparaíso · ( Chile)        | Universidad Católica de Valparaíso                                         | Universidad de Chile                     |                                          |                                                       |
| 2008 | Valparaíso · ( Chile)        | Universidad de Valparaíso                                                  | Universidad de Chile                     |                                          |                                                       |
| 2009 | Santiago de Chile · ( Chile) | Universidad de Chile                                                       | Universidad de Chile                     |                                          |                                                       |
| 2010 | Valparaíso · ( Chile)        | Pontificia Universidad Católica de Valparaíso                              | Universidad de Chile                     |                                          |                                                       |
| 2011 | No se realizó                |                                                                            |                                          |                                          |                                                       |
| 2012 | Santiago de Chile · ( Chile) | Universidad Metropolitana de Ciencias de la Educación                      | Pontificia Universidad Católica de Chile |                                          |                                                       |
| 2013 | Santiago de Chile · ( Chile) | Universidad de Santiago de Chile                                           | Universidad de Chile                     |                                          |                                                       |
| 2014 | Santiago de Chile · ( Chile) | Pontificia Universidad Católica de Chile                                   | Universidad de Chile                     | Pontificia Universidad Católica de Chile | Universidad Metropolitana de Ciencias de la Educación |
| 2015 |                              |                                                                            |                                          |                                          |                                                       |
| 2016 | Santiago de Chile · ( Chile) | Universidad de Chile Universidad Metropolitana de Ciencias de la Educación | Pontificia Universidad Católica de Chile | Universidad de Santiago de Chile         | Universidad de Chile                                  |
| 2017 | Concepción · ( Chile)        | Universidad de Concepción                                                  | Universidad de Chile                     | Pontificia Universidad Católica de Chile | Pontificia Universidad Católica de Valparaíso         |
| 2018 | Santiago de Chile · ( Chile) | Universidad de Chile                                                       | Pontificia Universidad Católica de Chile | Universidad de Concepción                | Universidad de Chile                                  |
| 2019 | Valparaíso · ( Chile)        | Universidad de Valparaíso                                                  | Pontificia Universidad Católica de Chile | Universidad de Concepción                | Universidad de Chile                                  |

### Masculino
| Año  | Sede                         | Organizador                                                                | Oro                                                   | Plata                                         | Bronce                                   |
| ---- | ---------------------------- | -------------------------------------------------------------------------- | ----------------------------------------------------- | --------------------------------------------- | ---------------------------------------- |
| 2002 | Santiago de Chile · ( Chile) | Universidad Metropolitana de Ciencias de la Educación                      | Universidad de Playa Ancha                            |                                               |                                          |
| 2003 | Temuco · ( Chile)            | Universidad Católica de Temuco                                             | Universidad de Playa Ancha                            |                                               |                                          |
| 2004 | Valparaíso · ( Chile)        | Universidad de Playa Ancha                                                 | Universidad de Playa Ancha                            |                                               |                                          |
| 2005 | Santiago de Chile · ( Chile) | Universidad Metropolitana de Ciencias de la Educación                      | Universidad de Chile                                  |                                               |                                          |
| 2006 | Valparaíso · ( Chile)        | Universidad de Valparaíso                                                  | Universidad Metropolitana de Ciencias de la Educación |                                               |                                          |
| 2007 | Santiago de Chile · ( Chile) | Universidad Metropolitana de Ciencias de la Educación                      | Pontificia Universidad Católica de Valparaíso         |                                               |                                          |
| 2008 | Valparaíso · ( Chile)        | Universidad de Valparaíso                                                  | Pontificia Universidad Católica de Valparaíso         |                                               |                                          |
| 2009 | Santiago de Chile · ( Chile) | Universidad de Chile                                                       | Universidad de Chile                                  |                                               |                                          |
| 2010 | Valparaíso · ( Chile)        | Universidad de Valparaíso                                                  | Universidad de Chile                                  |                                               |                                          |
| 2011 | No se realizó                |                                                                            |                                                       |                                               |                                          |
| 2012 | Valparaíso · ( Chile)        | Universidad de Valparaíso                                                  | Universidad de Valparaíso                             |                                               |                                          |
| 2013 | Santiago de Chile · ( Chile) | Pontificia Universidad Católica de Chile                                   | Universidad de Valparaíso                             |                                               |                                          |
| 2014 | Valparaíso · ( Chile)        | Universidad de Valparaíso                                                  | Universidad de Valparaíso                             | Universidad de Chile                          | Universidad de Concepción                |
| 2015 | Santiago de Chile · ( Chile) | Pontificia Universidad Católica de Chile                                   | Universidad de Valparaíso                             | Pontificia Universidad Católica de Valparaíso | Universidad de Chile                     |
| 2016 | Santiago de Chile · ( Chile) | Universidad de Chile Universidad Metropolitana de Ciencias de la Educación | Universidad de Valparaíso                             | Universidad de Concepción                     | Universidad de Chile                     |
| 2017 | Valparaíso · ( Chile)        | FENAUDE ZONA COSTA                                                         | Universidad de Chile                                  | Pontificia Universidad Católica de Valparaíso | Pontificia Universidad Católica de Chile |
| 2018 | Santiago de Chile · ( Chile) | Universidad de Chile                                                       | Pontificia Universidad Católica de Chile              | Universidad de la Frontera                    | Universidad de Concepción                |
| 2019 | Temuco · ( Chile)            | Universidad de la Frontera                                                 |                                                       |                                               |                                          |
| 2022 | Talca ( Chile)               | Universidad Católica del Maule                                             | Pontificia Universidad Católica de Chile              | Universidad Nacional Andrés Bello             | Universidad de Concepción                |

### Femenino
- Actualizado hasta año 2019.

| Núm. | País                                     | Oro | Plata | Bronce | Total |
| ---- | ---------------------------------------- | --- | ----- | ------ | ----- |
| 1    | Universidad de Chile                     | 10  | -     | -      | 10    |
| 2    | Pontificia Universidad Católica de Chile | 3   | -     | -      | 3     |
|      | TOTAL                                    | 13  | -     | -      | 13    |

### Masculino
- Actualizado hasta año 2022.

| Núm. | País                                                  | Oro | Plata | Bronce | Total |
| ---- | ----------------------------------------------------- | --- | ----- | ------ | ----- |
| 1    | Universidad de Valparaíso                             | 5   | -     | -      | 5     |
| 2    | Universidad de Chile                                  | 4   | -     | -      | 4     |
| 3    | Universidad de Playa Ancha                            | 3   | -     | -      | 3     |
| 4    | Pontificia Universidad Católica de Chile              | 2   | -     | -      | 2     |
| 5    | Universidad Metropolitana de Ciencias de la Educación | 1   | -     | -      | 1     |
|      | TOTAL                                                 | 13  | -     | -      | 13    |